# Henry Aldrich (Theologe)

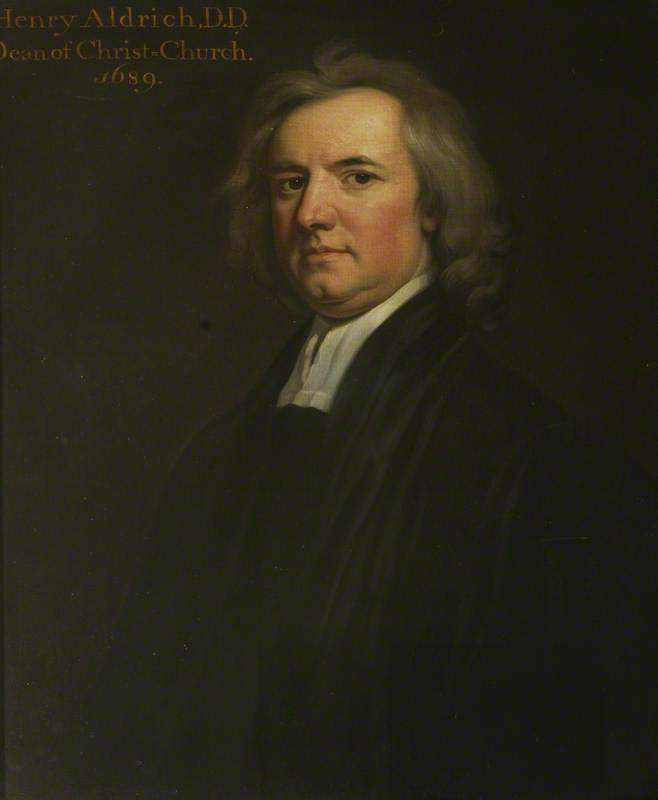
Henry Aldrich. Gemälde von Godfrey Kneller, um 1689 (Christ Church, Oxford)

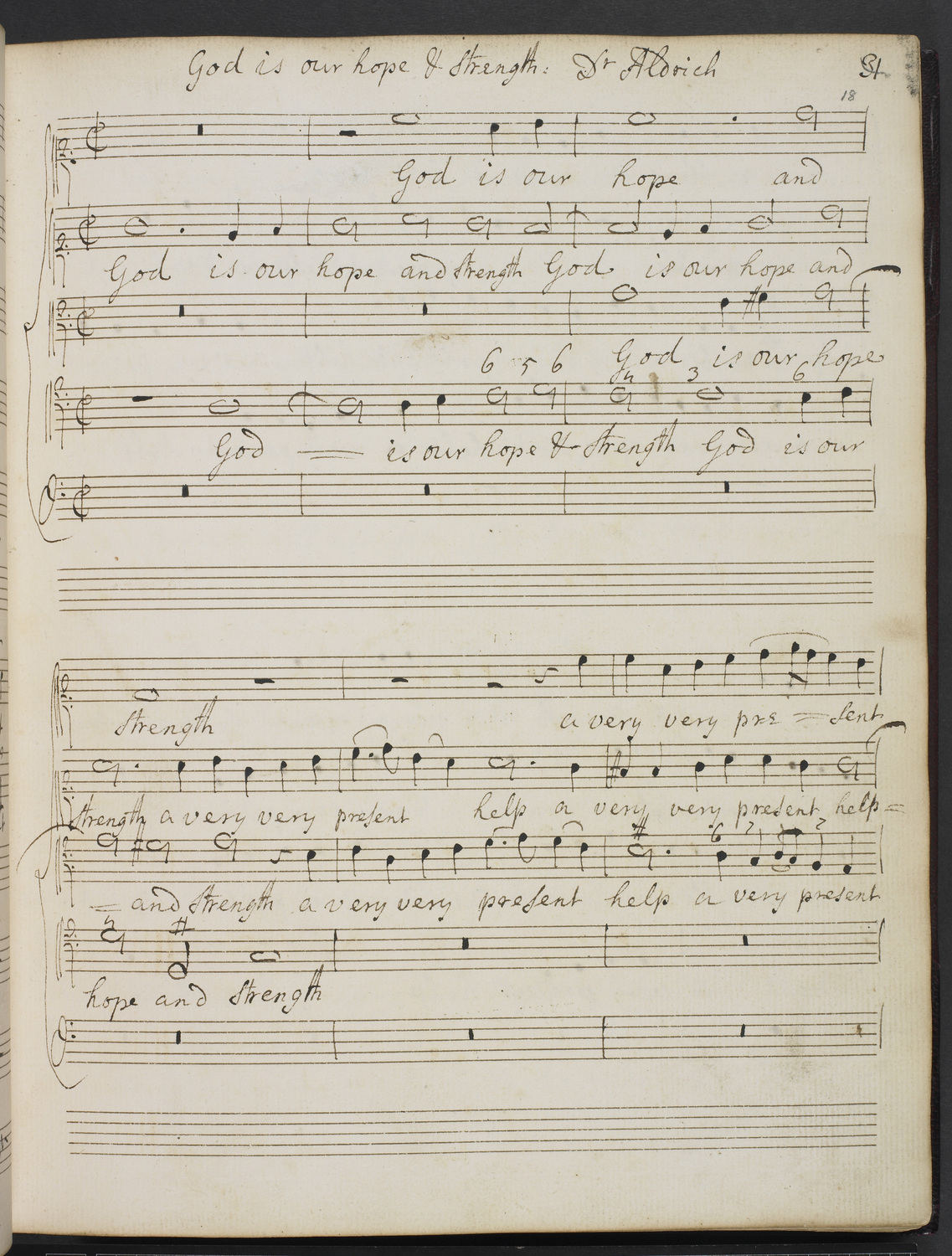
God is our hope and strength, Autograph von Henry Aldrich

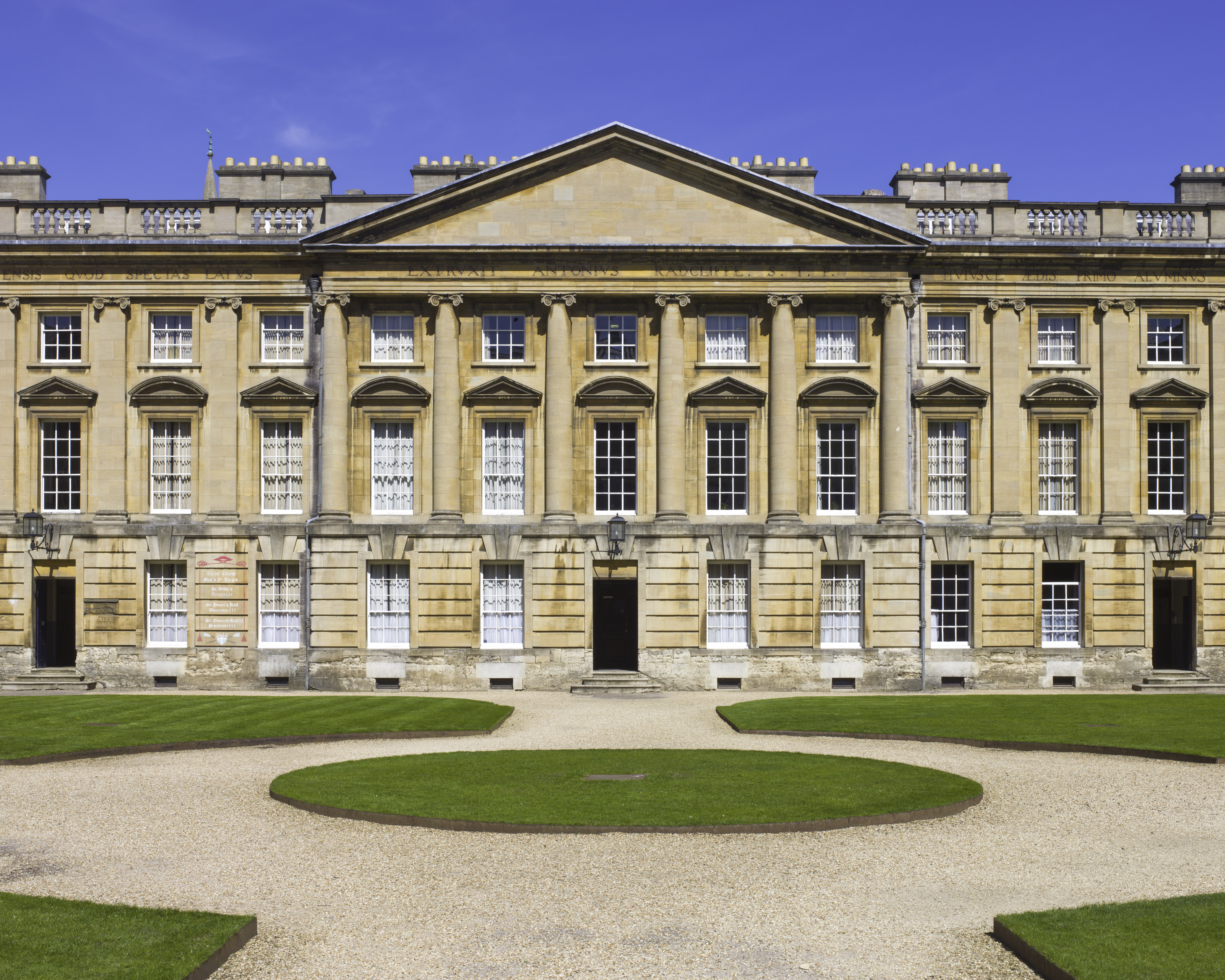
Peckwater Quadrangle

Henry Aldrich (* 1647 in Westminster; † 14. Dezember 1710 in London) war ein anglikanischer Geistlicher, Philosoph, Architekt und Musiker.

## Biografie
Geboren als ältester Sohn der Eheleute Henry Aldrich senior und Judith Francis, besuchte Henry Aldrich in Westminster die Schule und immatrikulierte sich am 19. Juli 1662 im Christ Church College in Oxford. Sein Vater war ein Gefolgsmann des Royalisten John, first Baron Berkeley of Stratton. Aldrich junior scheint in Oxford Musikunterricht bei Edward Lowe gehabt zu haben und war im musikalischen Leben Oxfords, aber auch als Humorist bekannt (O the bonny Christ Church bells, 1673). Um 1670 erwarb er eine bedeutende Bücher- und Manuskriptensammlung aus dem Nachlass von Christopher Hatton, 1. Baron Hatton, darunter auch Musikalien, die den Grundstock seiner eigenen Sammlung bilden sollten.
Das Christ Church College war zu dieser Zeit bei jungen Aristokraten besonders beliebt, und der vielseitig begabte Aldrich war Tutor verschiedener adliger Studenten, darunter Charles FitzRoy, 2. Duke of Cleveland, und Charles Boyle, später Earl of Orrery. Er interessierte sich auch für Architektur und beaufsichtigte die Restaurierung von St. Mary’s Church in Oxford.
Es waren wohl die aus seinem Tutorat herrührenden guten Beziehungen zu Aristokraten, die ihm 1682 zu einer Stellung als Kanoniker von Christ Church verhalfen. Im gleichen Jahr erwarb er den Doktorgrad der Theologie. Er gehörte 1685 zu den Gründungsmitgliedern der Oxford Philosophical Society. Zu dieser Zeit lud er zu wöchentlichen Musikstunden ein, eine Gewohnheit, die er bis zu seinem Tod fortführte. Es waren Proben für den Kathedralchor von Christ Church, in dem Aldrich eine tragende Rolle hatte; aber bei Aldrichs wöchentlichen Zusammenkünften wurde ein weites Spektrum von Musik in informeller Atmosphäre aufgeführt. Die Geselligkeit kam dabei auch zu ihrem Recht, Aldrich war als trinkfester Pfeifenraucher bekannt. Bei den Zeitgenossen waren seine Kompositionen beliebt, häufig Überarbeitungen von Werken anderer Musiker (z. B. Thomas Tallis, Orlando Gibbons, Giovanni Pierluigi da Palestrina). Die musikalische Tradition der Church of England hatte im Bürgerkrieg gelitten, und Aldrich sah seine Aufgabe möglicherweise darin, Kompositionen so zu überarbeiten, dass sie zur englischen Kathedralmusik passten. Aldrich führte die Amtsgeschäfte für den betagten Dekan von Christ Church, aber als dieser 1686 verstarb, wurde Aldrich bei der Stellenbesetzung übergangen, und auf Wunsch Jakobs II. wurde John Massey, ein katholischer Fellow des Merton College, als Dekan von Christ Church eingesetzt, ein Amt, das Merton nur mit königlichen Dispensen wahrnehmen konnte. Aldrich war der einzige Kanoniker von Christ Church, der sich der königlichen Kirchenpolitik widersetzte und erfolglos versuchte, Masseys Amtsübernahme juristisch anzufechten. Aldrich, mittlerweile auch Kurator des Sheldonian Theatre, war Mitglied in universitären Gruppen, die sich der Katholisierung Oxfords widersetzten. 
Mit der Revolution von 1688 verlor Massey seine Stelle, und Aldrich trat im April 1689 dessen Nachfolge an. Unter dem neuen Herrscherpaar Wilhelm III. und Maria II. wurde Aldrich in eine kirchliche Kommission berufen, „deren Aufgabe es war, die anglikanische Liturgie im Hinblick auf eine Aussöhnung mit den Dissenters zu überprüfen“. Dort widersetzte er sich aber Änderungen, die Beschwerden von Dissentern aufnahmen. Er gehörte als Kleriker zu den Gefolgsleuten von Laurence Hyde, 1. Earl of Rochester. Christ Church entwickelte sich zum Zentrum einer konservativen Opposition gegen die neue Regierung, der auch Aldrich zuzuordnen ist. Aldrich, der 1691 ein Lehrbuch der Logik veröffentlichte, das in Oxford bis ins 19. Jahrhundert genutzt wurde (Artis logicae compendium), wurde 1692 Vizekanzler der Universität. Er nahm am musikalischen Leben Oxfords regen Anteil und experimentierte mit dem Druck von Noten. Auch mit Architektur war er immer wieder befasst, allerdings sind ihm wenige Bauwerke in Oxford sicher zuzuweisen (wahrscheinlich: All Saints’ Church, sicher: Peckwater Quadrangle in Christ Church). Aldrich betrachtete Andrea Palladio als sein Vorbild. Er arbeitete auch an einer Geschichte der Architektur, von der aber nur zwei Teile fertiggestellt wurden (Elementa architecturae civilis, 1789).
Im Dezember 1710 reiste Aldrich nach London, um sich wegen eines Geschwürs ärztlich behandeln zu lassen. Er verstarb dort; sein Leichnam wurde nach Oxford überführt und in der Christ Church beigesetzt. Aldrich, der unverheiratet war, vererbte seine Bücher, Drucke und Musikalien dem College. Er verfügte testamentarisch, dass seine persönlichen Papiere verbrannt wurden.